# Al Wīgh
Al Wīgh är en ort i Libyen. Den ligger i den sydvästra delen av landet, 1 000 km söder om huvudstaden Tripoli. Al Wīgh ligger 521 meter över havet och antalet invånare är 300.
Terrängen runt Al Wīgh är platt.  Trakten runt Al Wīgh är nära nog obefolkad, med mindre än två invånare per kvadratkilometer. Trakten runt Al Wīgh är ofruktbar med lite eller ingen växtlighet.